# Cis (Italia)
Cis (IPA: /ˈʧis/) è un comune italiano di 286 abitanti della provincia autonoma di Trento in Trentino-Alto Adige.

## Geografia fisica

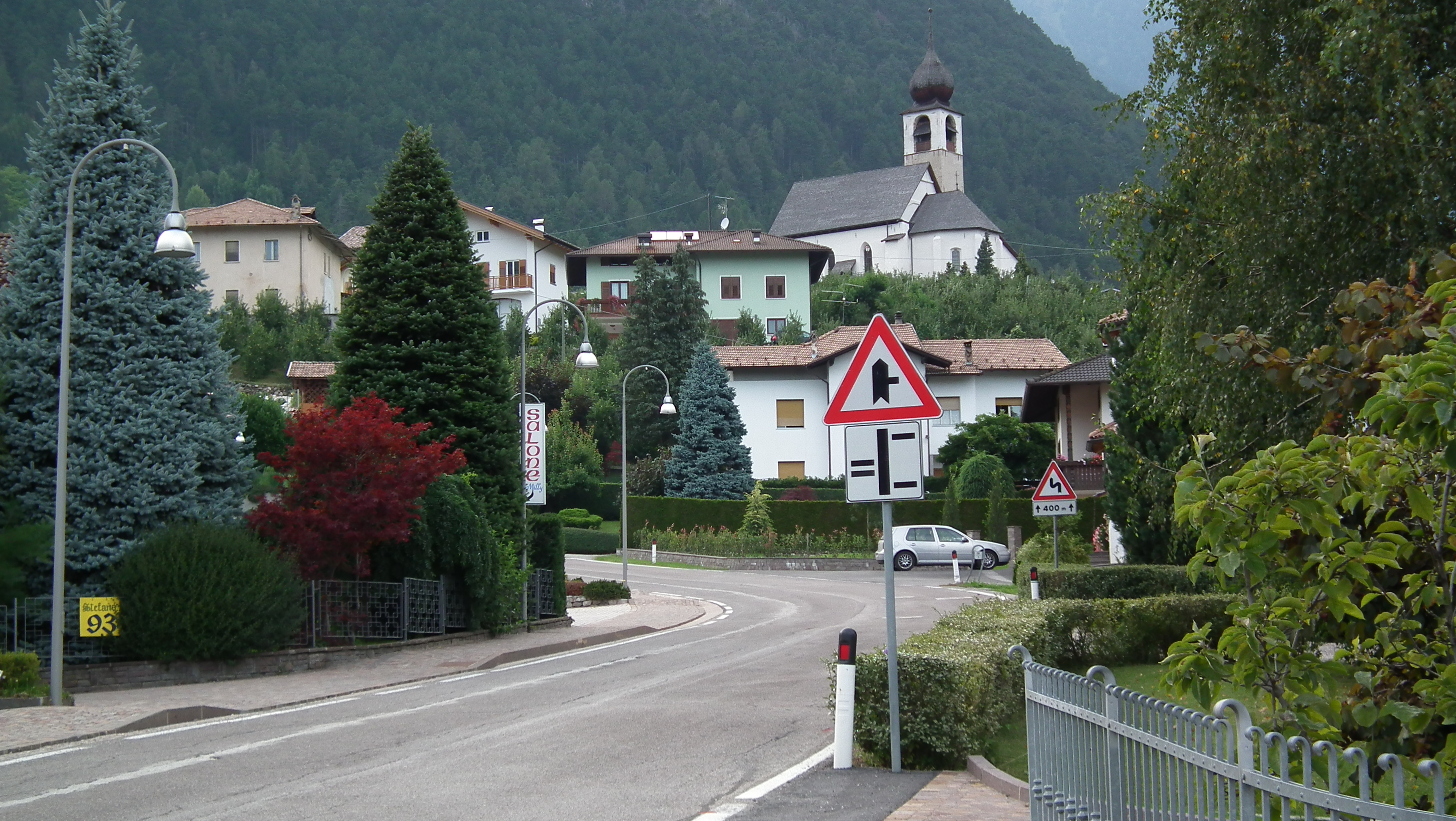
Veduta dell'abitato di Cis con la chiesa di San Giorgio sullo sfondo

Il territorio del comune di Cis si trova geograficamente in Val di Sole, ai confini della Val di Non, pur facendo parte dal punto di vista amministrativo della Comunità della Val di Non.
Si trova su un altipiano discendente posto tra i torrenti Noce a sud e Barnés, affluente di sinistra del Noce, a nord-est.
Parte del territorio comunale è la località Mostizzolo, il principale punto di transito tra le valli di Non e di Sole, dove si trova il ponte che attraversa la forra in cui scorre il torrente Noce prima di immettersi nel lago di Santa Giustina.

## Storia

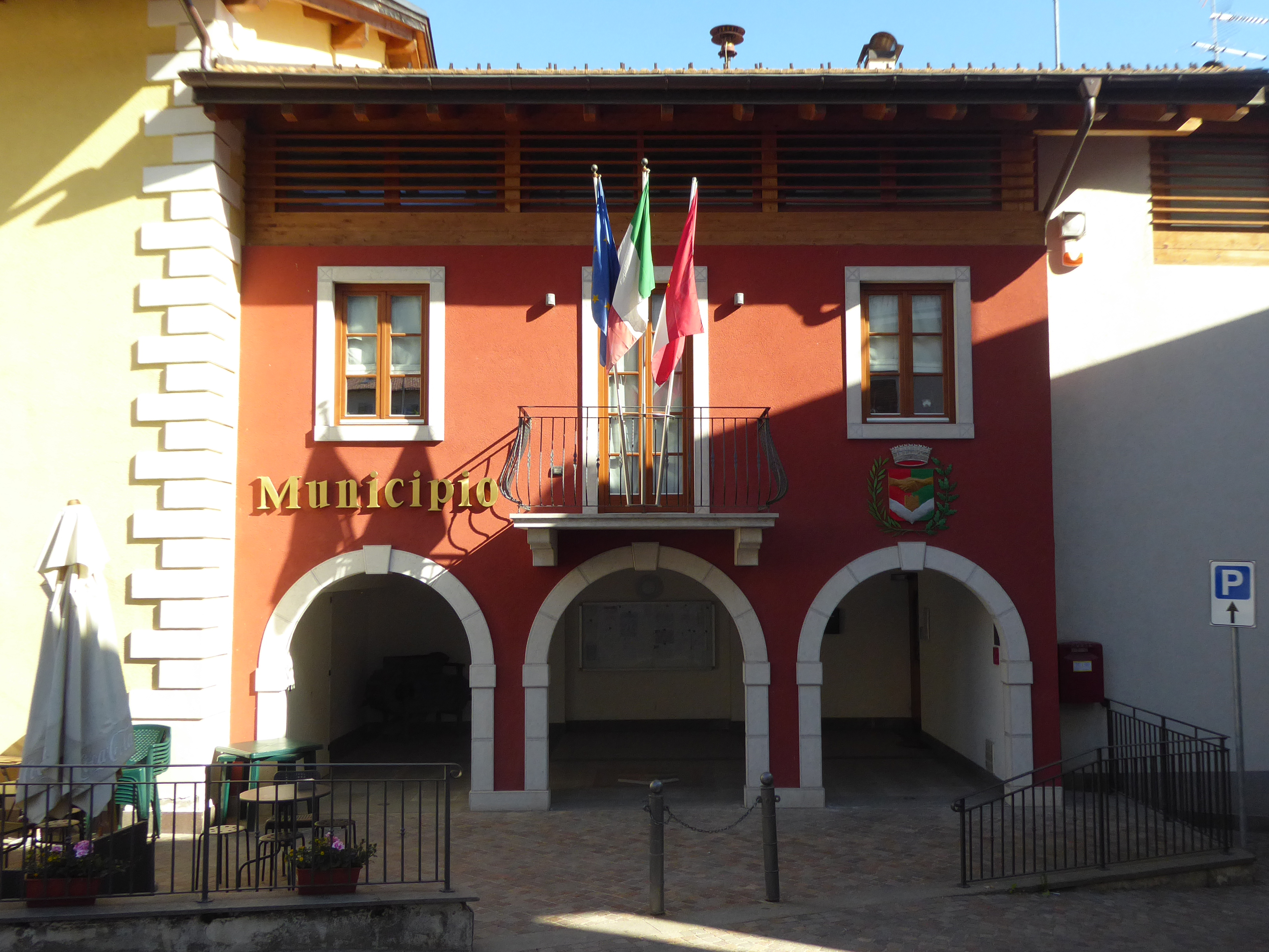
Municipio

### Simboli
Lo stemma e il gonfalone sono stati adottati dall'amministrazione Comunale con delibera n. 58 del 28 novembre 1991 e approvati dalla Giunta Provinciale con deliberazione n. 723 del 3 febbraio 1992.
Stemma
Lo stemma ha uno sfondo di due colori per sottolineare i due catasti in cui è diviso il territorio comunale: il catasto di Cis, attorno al paese, di colore rosso, si riferisce alla campagna coltivata e il catasto di Bresimo che riguarda la parte di boschi, pascoli e malghe di colore verde. È raffigurata una stretta di mano simbolo di concordia mentre in basso scorrono i torrenti Noce e Barnes che delimitano il territorio comunale. La torre con merli guelfi ricorda l'antico castello di Mastozol, oggi Mostizzolo, che fu costruito da uno dei Livo, Preamusio del fu Boninsegna, su concessione del vescovo di Trento Egnone del 28 agosto 1261 e nel 1447 venne concesso ai Thun dal vescovo Giorgio Hack e rimase di loro proprietà fino al 1789 con gli edifici e i terreni circostanti.
Lo scudo è sormontato dalla corona murale di Comune e circondato a destra da una fronda d'alloro, a sinistra da una fronda di quercia, legate da un nodo d'oro e azzurro, colori della famiglia Thun.
Gonfalone
Il bilico sarà unito all'asta, foderata da una guaina di velluto grigio, da un cordone a nappe, d'argento.»

## Monumenti e luoghi d'interesse

### Architetture religiose
- Chiesa di San Giorgio (XIII secolo).[7]

### Architetture militari
- Castello di Mostizzolo (XIII secolo).

## Società

### Evoluzione demografica
Abitanti censiti

### Ripartizione linguistica
Nel censimento del 2001 il 3,34% della popolazione (10 persone) si è dichiarato "ladino".

## Infrastrutture e trasporti
La località Mostizzolo è attraversata dalla Strada statale 42 del Tonale e della Mendola. Presso il bivio, poco prima del ponte che scavalca la forra del Noce ha inizio la strada statale 43 della Val di Non.
A Mostizzolo è presente inoltre l'omonima stazione ferroviaria della linea Trento-Malé-Mezzana, inaugurata nel 1964 in sostituzione della preesistente tranvia.

## Amministrazione
| Periodo           | Periodo           | Primo cittadino | Partito      | Carica  | Note   |
| ----------------- | ----------------- | --------------- | ------------ | ------- | ------ |
| 22 novembre 2010  | 10 maggio 2015    | Fabio Mengoni   | Lista civica | Sindaco | [ 10 ] |
| 11 maggio 2015    | 21 settembre 2020 | Fabio Mengoni   | Lista civica | Sindaco |        |
| 22 settembre 2020 | in carica         | Fabio Mengoni   | Lista civica | Sindaco |        |